# Петрашов, Валентин Захарович
Валенти́н Заха́рович Петрашо́в (29 сентября 1917, с. Крутое, Орловская губерния — 2005, Курск) — заместитель командира батальона 487-го стрелкового полка 143-й стрелковой дивизии 47-й армии 1-го Белорусского фронта, капитан, Герой Советского Союза.

## Биография
Родился 29 сентября 1917 года в семье крестьянина. Русский. После окончания средней школы работал учётчиком в Ливенской МТС. Весной 1936 года стал трактористом, а вскоре возглавил и тракторную бригаду. Служил в Красной Армии в 1938—1940 годах.
На фронтах Великой Отечественной войны с июня 1941 года.
В боях под городом Ельней Валентин Петрашов командовал взводом пехоты в звании старшего сержанта. После успешных боёв в Смоленской области в августе 1941 года ему было присвоено звание младшего лейтенанта. В октябре 1941 года при отступлении к Плавску попал в плен, откуда сбежал на четвёртый день. Перейдя линию фронта, вернулся в часть; после 4-х месяцев в фильтрационном лагере снова принял командование взводом.
Весной 1943 года лейтенанту Петрашову доверили командовать стрелковой ротой. В дни Курской битвы рота участвовала во многих боевых операциях. За полтора месяца боёв её командир получил две высокие боевые награды: орден Отечественной войны 2-й степени и орден Красной Звезды.
После победы под Курском войска Центрального фронта развивали стремительное наступление. Рота Петрашова участвовала в освобождении многих городов и сёл. В первых числах сентября 1943 года вместе с другими подразделениями освободила город и крупный железнодорожный узел Конотоп. В одном из боёв под Конотопом Петрашов получил тяжёлое ранение в ногу.
После госпиталя заместитель командира батальона капитан Петрашов участвовал в освобождении городов и сёл Западной Украины и Польши. 15 января 1945 года капитан Петрашов умело руководил подразделениями при прорыве обороны противника и форсировании Вислы в районе населённого пункта Ломна юго-западнее города Хотомув в Польше. В ночь на 16 января 1945 года батальон захватил плацдарм и взял под контроль шоссе Варшава — Модлин.
Указом Президиума Верховного Совета СССР от 27 февраля 1945 года капитану Петрашову Валентину Захаровичу присвоено звание Героя Советского Союза с вручением ордена Ленина и медали «Золотая Звезда».
После войны В. З. Петрашов продолжил службу в армии. В 1947 году окончил курсы «Выстрел», в 1956 году — Военную академию имени М. В. Фрунзе.
С 1956 года полковник Петрашов — в запасе. Проживал в Курске, где возглавлял военную кафедру сельскохозяйственного института. Скончался в 2005 году. Похоронен на Никитском кладбище Курска.

## Память
В честь В. З. Петрашова в 2013 году в Курске школе № 2 было присвоено его имя.